# Championnat d'Argentine de football 1891
Navigation
Édition suivante
La saison 1891 est la toute première édition du Championnat d'Argentine de football. C'est la plus ancienne compétition de football en Amérique du Sud. L'épreuve est organisée par l'Argentine Association Football League dirigée par F.L. Wooley. Ce championnat n'aura pas de deuxième saison puisqu'aucune épreuve n'est organisée en 1892. En 1893, une nouvelle association portant le même nom est créée par Alexander Watson Hutton. Cette association est l'origine de l'actuelle fédération argentine.
La compétition se déroule entre le 12 avril 1891 et le 3 septembre 1891. Elle oppose cinq équipes, chacune jouant deux fois contre ses adversaires. Une sixième équipe s'était inscrite, le Hurlingham Football Club, mais elle s'est retirée du championnat avant son commencement.
Au terme du championnat, deux équipes, St. Andrew's Scots School et Old Caledonians, terminent ex æquo avec 13 points en 8 matchs. Les deux équipes sont déclarées vainqueurs. Un match d'appui est néanmoins organisé pour savoir quelle équipe obtiendrait les médailles commémoratives. C'est St. Andrew's qui gagne le match 3 buts à 1 avec un triplé de Charles Moffatt.
Néanmoins, l'Association du football argentin, probablement par erreur, n'enregistre qu'un champion unique, Saint Andrew's, bien qu'elle ne reconnaisse pas comme son prédécesseur l'Argentine Association Football League puisque celle-ci a été dissoute à la fin du tournoi.
Le meilleur buteur du championnat est l'anglais Frederic Archer du Buenos Aires and Rosario Railway avec sept réalisations.

## Classement
| Rang | Équipe                           | Pts | J | G | N | P | Bp | Bc | Diff |
| ---- | -------------------------------- | --- | - | - | - | - | -- | -- | ---- |
| 1    | Old Caledonians                  | 13  | 8 | 6 | 1 | 1 | 32 | 11 | +21  |
| 2    | St. Andrew's Scots School        | 13  | 8 | 6 | 1 | 1 | 23 | 12 | +11  |
| 3    | Buenos Aires and Rosario Railway | 7   | 8 | 3 | 1 | 4 | 15 | 19 | -4   |
| 4    | Belgrano Football Club           | 5   | 8 | 2 | 1 | 5 | 13 | 20 | -7   |
| 5    | Buenos Aires Football Club       | 2   | 8 | 1 | 0 | 7 | 6  | 23 | -17  |

## Match d'appui
| Finale            | St. Andrew's Scots School | 3-1     | Old Caledonians | Old Ground Flores, Buenos Aires |                       |
| 13 septembre 1891 | Charles Moffatt (3) |         | Wilson | Arbitrage : J. Wilson           | Arbitrage : J. Wilson |
| 13 septembre 1891 | F. V. Carter; L. C. Penman, William A. Waters ; F. Francis, H. Barnes, Alexander Buchanan; John Caldwell, Charles Moffatt, Alexander Lamont, E. Morgan, J. Buchanan | Équipes | W. Gibson; M. Scott, J. Riggs ; W. Angus, R. Phillips, R. Smith; H. White, J. Clark, R. Sutherland, E. L. Wilson, R. Corsner | Arbitrage : J. Wilson           | Arbitrage : J. Wilson |